# August Sackenheim
August Sackenheim (Duisburg, 5 agosto 1905 – 19 aprile 1979) è stato un calciatore tedesco, di ruolo attaccante.

## Carriera

### Nazionale
Ha collezionato 4 presenze con la propria Nazionale.